# Флореста-Азул
Флореста-Азул (порт. Floresta Azul) — муниципалитет в Бразилии, входит в штат Баия. Составная часть мезорегиона Юг штата Баия. Входит в экономико-статистический микрорегион Ильеус-Итабуна. Население составляет 9918 человек на 2006 год. Занимает площадь 351,596 км². Плотность населения — 28,2 чел./км².
Праздник города — 23 апреля.

## История
Город основан 23 апреля 1962 года.

## Статистика
- Валовой внутренний продукт на 2003 год составляет 28 395 757,00 реалов (данные: Бразильский институт географии и статистики).
- Валовой внутренний продукт на душу населения на 2003 год составляет 2654,55 реалов (данные: Бразильский институт географии и статистики).
- Индекс развития человеческого потенциала на 2000 год составляет 0,641 (данные: Программа развития ООН).

## География
Климат местности: жаркий гумидный.